# Pervertida (película)
Pervertida es una película musical mexicana de 1946 dirigida por José Díaz Morales y protagonizada por Amalia Aguilar y Emilia Guiú. La cinta está inspirada en el bolero homónimo de Agustín Lara.

## Argumento
Por irreparable sucesos del destino, Elena (Emilia Guiú) una joven provinciana, termina cayendo en las garras de la perdición y la prostitución al llegar a la Ciudad de México. La mujer se reencontrará con su verdadero amor, un músico llamado Fernando (Ramón Armengod) que ha regresado a buscarla. La mujer tendrá que disputarse su amor con la rumbera Esmeralda (Amalia Aguilar).

## Reparto
- Amalia Aguilar ... Esmeralda
- Emilia Guiú ... Elena
- Ramón Armengod ... Fernando
- Víctor Manuel Mendoza
- Fanny Schiller
- Kiko Mendive

## Comentarios
Esta película fue producida por los hermanos Guillermo y Pedro Arturo Calderón, expertos en relatos de "perdición". La cinta fue la carta de presentación en el Cine mexicano de la rumbera cubana Amalia Aguilar. En la cinta, Amalia Aguilar muestra sus estupendas dotes para el baile como aquel solo coreográfico llamado ¿Dónde va María?, que ejecuta al lado de Kiko Mendive.